# Kamiizumi Nobutsuna
Kamiizumi Nobutsuna (上泉 信綱?   c.1508 - 1572/16 de enero de 1577) fue un samurái en el periodo Sengoku de Japón, famoso por crear la escuela de combate Shinkage-ryū. También es conocido como Kamiizumi Isenokami (en japonés: 上泉 伊勢守), que era su nombre como oficial samurái era Bukekani (en japonés: 武家官位), durante un período de tiempo. 
Kamiizumi Nobutsuna es mencionado en los registros históricos de la era Sengoku. Aparece en el diario de Yamashina Genkei llamado "Gonken Kyōki" en un total de 32 ocasiones desde el 15 de enero de 1569 hasta el 21 de julio de 1571. Se le menciona mayormente como "Ōgo Musashi no Kami" y también como "Kamiizumi Musashi no Kami (Nobutsuna)". No se menciona su título de Ise no Kami.
Según el "Gonken Kyōki", el 15 de enero de 1569, se le menciona como "Ōgo Musashi no Kami", el tío político, en una petición presentada por Nagamatsu Maru, hijo de Kanesugi Nagamatsu. A partir de entonces, Musashi no Kami comenzó a visitar a Genkei. Sin embargo, desde el 16 de mayo hasta el 22 de mayo del primer año de Genki (1570), solo se menciona una vez por los saludos de Año Nuevo. El 23 de mayo del primer año de Genki, Genkei recibió la enseñanza del shirobayashi de Musashi no Kami Nobutsuna. El 28 de junio, Nobutsuna le mencionó a Genkei que había sido promovido al rango de Shishii Ge (cuarto rango inferior). Además, Musashi no Kami demostró sus habilidades militares solo dos veces, el 10 de agosto del primer año de Genki en el monzeki de Nijō y el 19 de agosto en el templo Tōzai Shinshu-in. En marzo del segundo año de Genki, se menciona que Musashi no Kami estaría en el país en un futuro cercano, y el 2 de julio, Musashi no Kami se trasladó desde la provincia de Yamato a la capital. El 21 de julio, Nobutsuna le informó a Genkei que se marcharía de Kioto y se dirigiría a su lugar de origen, recibiendo una carta de presentación de Genkei para el clan Uesugi en Shimotsuke.

## Primeros años
Kamiizumi nació como Kamiizumi Hidetsuna en el castillo de su familia en la provincia de Kōzuke (en la actualidad Maebashi, prefectura de Gunma). Su familia eran señores terratenientes menores al servicio de la rama Yamanouchi del clan Uesugi. En el momento de su nacimiento, la provincia de Kōzuke estaba siendo disputada por los clanes Uesugi, Hōjō y Takeda. Su familia era originalmente una rama del clan Ōgo que se mudó a la cercana Kaigayagō Kamiizumi y adoptó su nombre. Cuando el clan principal Ōgo se mudó a la provincia de Musashi, la familia Kamiizumi se hizo cargo del Castillo Ōgo, al pie sur del monte Akagi.
Desde los 13 o 14 años, Kamiizumi fue tutelado por un rōshi zen llamado Tenmyō en el budismo zen y otras filosofías orientales. En su juventud, fue a la cercana provincia de Shimōsa (en la actualidad prefectura de Chiba) y comenzó a estudiar Nen-ryū y Shintō-ryū. Más tarde, fue a la provincia de Hitachi (en la actualidad prefectura de Ibaraki) y estudió Kage-ryū. No está claro quiénes fueron los maestros de Kamiizumi; en todos sus escritos posteriores, él marca el comienzo de la transmisión lineal de su arte desde sí mismo. Fue un contemporáneo más joven de Tsukahara Bokuden. La genealogía de Jikishinkage-ryū sitúa a Kamiizumi en segundo lugar después de Matsumoto Masanobu. La genealogía de Hikita Kage-ryū sitúa a Kamiizumi en segundo o tercer lugar después de Aisu Ikōsai. En Yagyū Shinkage-ryū, se cree que Kamiizumi aprendió Kage-ryū de Ikōsai, recibiendo la transmisión completa alrededor de los 23 años. Unos años después, Kamiizumi aprendió estrategia de batalla y adivinación de un hombre llamado Ogasawara Ujitaka.
En los pergaminos Empi-no-Tachi que Kamiizumi entregó a Yagyū Munetoshi y Marume Nagayoshi, escribió que había estudiado Nen-ryū, Shintō-ryū, Kage-ryū y otros, y que había desarrollado una innovación a partir de Kage-ryū, y por lo tanto nombró a su escuela Shinkage-ryū (Nuevo Kage-ryū). En su libro Shōden Shinkage-ryū, Yagyū Toshinaga supuso que Kamiizumi creó Shinkage-ryū a mediados de sus 30 años.

## Carrera militar
En 1555, Hōjō Ujiyasu ordenó un ataque al castillo de Ōgo, que en ese momento estaba bajo el mando de Kamiizumi. Kamiizumi se rindió sin luchar y se unió a Ujiyasu. Ese mismo año, Uesugi Kenshin invadió el oeste de Kōzuke para retomar el castillo de Hirai. Kamiizumi abandonó el bando de los Hōjō y envió mensajes a Uesugi. Se convirtió en uno de los generales de Uesugi y ayudó a expulsar a las fuerzas de los Hōjō. Kenshin tomó el control total de Kōzuke, instaló a Nagano Narimasa como gobernador en el castillo de Minowa y regresó a su base en Echigo.
Kamiizumi se unió al servicio de Nagano y rápidamente se convirtió en una de las "Dieciséis Lanzas de la Casa Nagano". En particular, se destacó cuando Nagano atacó el castillo de Yamanaka, y se hizo conocido como "el mejor lanzador de lanzas de Kōzuke". Nagano resistió los ataques de Takeda Shingen durante siete años desde el castillo de Minowa, pero murió en 1561. Su heredero, Ukyō-no-shin Narimori, solo tenía 16 años, por lo que la muerte de Nagano se mantuvo en secreto tanto tiempo como fue posible. Finalmente, Shingen se enteró y en 1563 (algunas fuentes sugieren 1566) invadió el oeste de Kōzuke con un ejército de más de 10.000 soldados de Kai. El Kōyō Gunkan data la invasión en 1563, mientras que los registros de Chōnenji, el templo donde fue enterrado Nagano, la datan en 1566. El castillo de Minowa fue completamente rodeado y asediado. Narimori se suicidó el 22 de febrero, la moral cayó y el castillo cayó el día 28.
Kamiizumi luchó para salir del castillo y escapó a Kōzuke oriental, donde se unió a Kiryū Ōinosuke Naotsuna. Pero Naotsuna murió poco después y su hijo Matajirō Shigetsuna se hizo cargo. Con esto, Kamiizumi regresó al castillo de Minowa. No se sabe por qué. Una historia dice que regresó debido a muchos amigos que aún estaban en el castillo, y allí se unió al servicio de Naitō Shūri-no-kami, el gobernador designado por Shingen. Otra historia es que, impresionado por el valor de Kamiizumi, Shingen lo invitó a unirse al bando de los Takeda después de la caída del castillo de Minowa. No está claro cómo exactamente sucedió, pero lo que está claro es que Kamiizumi se convirtió en un funcionario menor del clan Takeda.
Una historia común es que, en reconocimiento a su tremenda habilidad en la defensa del castillo, Takeda Shingen permitió que Kamiizumi utilizara el carácter 信 (leído como "shin" en "Shingen" o "nobu" como en "Harunobu") en su nombre, y a partir de entonces Kamiizumi fue conocido como Nobutsuna. Sin embargo, en la licencia de transmisión otorgada a Yagyū Munetoshi en 1565, Kamiizumi la firma como "Kamiizumi Ise-no-kami Fujiwara-no-Hidetsuna", y en los pergaminos entregados a Munetoshi al año siguiente, la firma como "Kamiizumi Ise-no-kami Fujiwara-no-Nobutsuna (上泉伊勢守藤原信綱)". Si el castillo de Minowa cayó en 1563, Kamiizumi seguía usando "Hidetsuna" dos años después. Si cayó en 1566, Kamiizumi ya estaba usando Nobutsuna antes de que Takeda Shingen atacara. Cambiar de nombre era común en esa época, y es probable que el cambio a Nobutsuna no estuviera relacionado con Takeda Shingen.

## Difusión de Shinkage-ryū
Después de unirse al servicio de Nagano, Kamiizumi realizó varios viajes a Kioto, la antigua capital. En 1558, conoció a un joven llamado Marume Nagayoshi allí. Durante un viaje a Kioto a finales de 1563, se encontró con Yagyū Munetoshi y se quedó en el Pueblo Yagyū durante aproximadamente medio año antes de llegar a la capital en 1564. Durante uno de estos viajes, Kamiizumi y Marume demostraron Shinkage-ryū al shōgun Ashikaga Yoshiteru. Yoshiteru redactó un certificado de admiración, declarando que la escuela de Kamiizumi era incomparable en el país y elogiando el desempeño de Marume. El certificado no está fechado. Más tarde, Kamiizumi se trasladaría a Kioto, enseñando Shinkage-ryū a varios cortesanos y nobles del Shogunato Ashikaga.
Kamiizumi reunió a numerosos estudiantes. Según una fuente, tenía 84 discípulos con él cuando fue a Kioto en 1564, y al año siguiente, Kamiizumi mismo afirmó en su certificado a Munetoshi que tenía cientos de discípulos, presumiblemente dispersos por todo Japón en ese momento. Entre sus estudiantes famosos se encuentran Yagyū Munetoshi, cuya línea de Shinkage-ryū perdura hasta hoy; Hikita Bungorō, sobrino de Kamiizumi y fundador de Hikita Kage-ryū; Hōzōin In'ei, un monje que fundó Hōzōin-ryū sōjutsu; Marume Nagayoshi, fundador de Taisha-ryū; Nonaka Shinkura, fundador de Shin Shinkage Ichiden-ryū; y Komagawa Kuniyoshi, fundador de Komagawa Kaishin-ryū.

## Últimos años y muerte

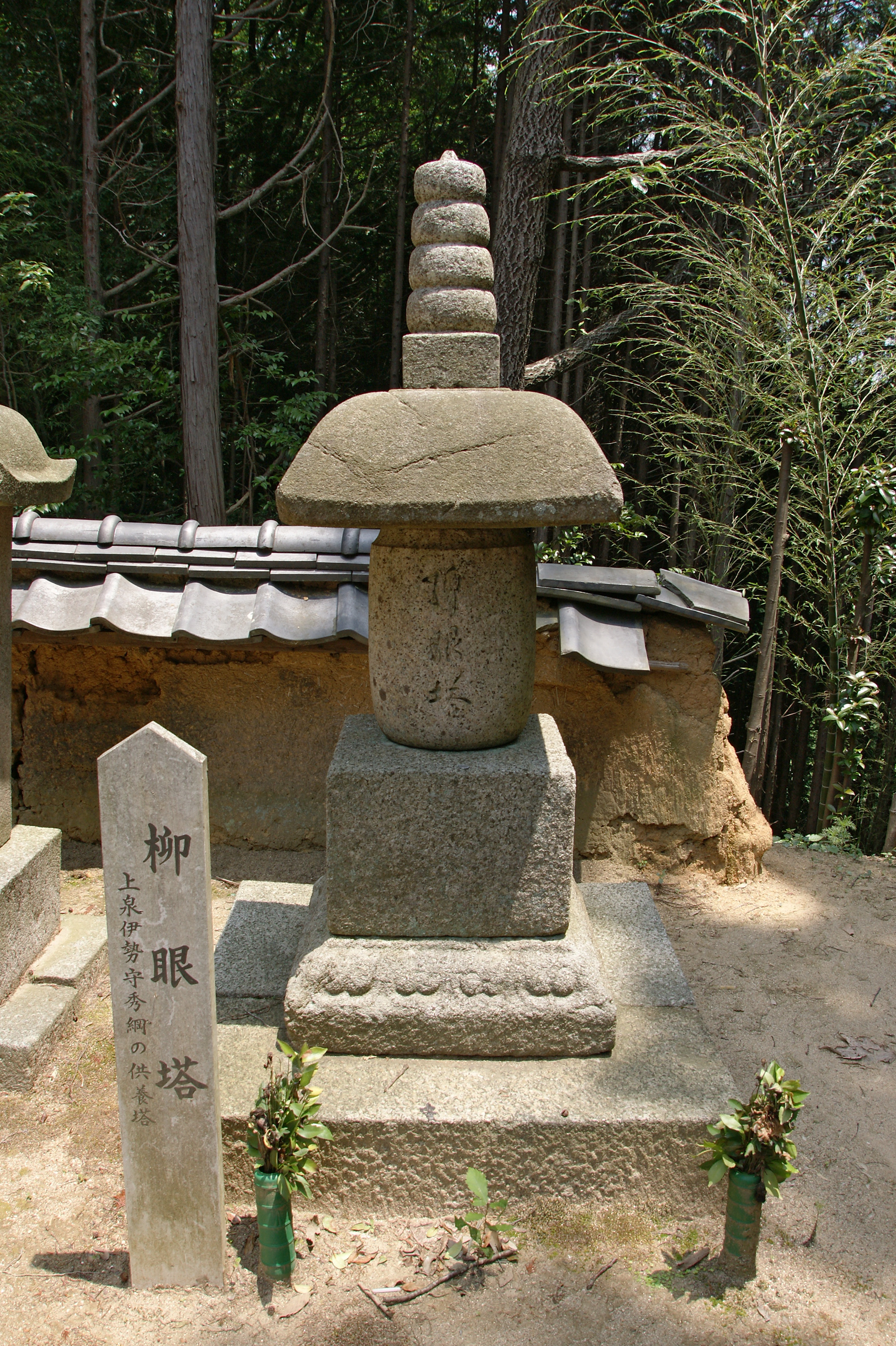
El "Toh-Moku-Toh" en el mausoleo del clan Yagyū en el Templo Hotokuji

Un consejero de Kyōto llamado Yamashina Tokitsugu escribió en su diario que Kamiizumi llegó a la capital en 1570. Permaneció con Yamashina durante aproximadamente dos años, enseñando Shinkage-ryū y sirviendo a Yamashina. Durante este tiempo, era conocido como Kamiizumi Musashi-no-kami Nobutsuna o, a veces, Ōgo Musashi-no-kami. En 1572, visitó el Pueblo Yagyū y luego regresó al este de Japón con una carta de presentación de Yamashina al clan Yuki en la provincia de Shimōsa. El último registro conocido de Kamiizumi es una entrada en los registros de Seirinji, un templo budista Zen Soto en la ciudad donde alguna vez se encontraba el castillo familiar de Kamiizumi. El registro indica que Kamiizumi ayudó a establecer el templo en 1577, erigiendo una lápida y costeando los servicios. El templo aún se encuentra en Maebashi, prefectura de Gunma.
No se sabe cuándo murió Kamiizumi. Un registro indica que falleció en 1572, pero esto contradice claramente el registro de Seirinji mencionado anteriormente. Otro registro indica que murió en 1577 en el Pueblo Yagyū, pero la familia Yagyū no tiene registros de esto, y aunque hay un memorial en su honor, no hay una tumba. Una teoría es que la lápida y los servicios realizados en 1577 fueron para Kamiizumi mismo, mientras que otra teoría es que la lápida y los servicios fueron para el duodécimo aniversario de la muerte de su hijo, un rito común en Japón. Un documento de Kiraku-ryū, una escuela de jujutsu basada en el área de Gunma, afirma que Kamiizumi murió en Odawara en 1577, mientras que un documento de la familia Kamiizumi sugiere que murió en Odawara en 1582.

## Impacto
Kamiizumi es considerado una figura importante en el desarrollo del kenjutsu. A través de sus estudiantes principales, se crearon numerosas ramas y tradiciones que se extendieron por todo Japón. Las escuelas que todavía existen hoy en día y que lo consideran fundador, cofundador o progenitor incluyen (Yagyū) Shinkage-ryū, Jikishinkage-ryū, Kashima Shin-ryū, Taisha-ryū  y Komagawa Kaishin-ryū.
Se le atribuye popularmente la invención del fukuro-shinai, una espada de práctica hecha de bambú dividido en una funda de cuero, que permite a los practicantes entrenar juntos y realizar movimientos con toda su fuerza sin temor a la muerte o lesiones graves. La versión particular utilizada en Yagyū Shinkage-ryū se llama hikihada-shinai, "shinai de piel de sapo". La funda de cuero está hecha de piel de vaca o caballo, pero después de ser lacada en rojo Kamakura, se asemeja a la piel de un hikigaeru.
El Honchō Bugei Shōden, una colección de historias históricas de mediados del período Edo, relata que Kamiizumi viajó al Templo Myōkōji, en Ichinomiya, prefectura de Aichi. Un hombre loco había secuestrado a un niño y se escondía en un granero con una espada. Kamiizumi se afeitó la cabeza, tomó prestado un kesa de un sacerdote y se acercó al granero con dos bolas de arroz. Kamiizumi utilizó las bolas de arroz para hacer bajar la guardia al hombre y luego lo capturó rápidamente y salvó al niño. Este episodio fue posteriormente utilizado por el escritor/director Akira Kurosawa en su película "Los siete samuráis".
En 2008, la ciudad de Maebashi celebró el 500 aniversario del nacimiento de Kamiizumi con un festival. Se llevaron a cabo ceremonias en el lugar de enterramiento de Kamiizumi y se reveló una estatua de bronce de 2.5 metros de altura de Kamiizumi sosteniendo un fukuro-shinai. Yagyū Koichi, un descendiente directo del estudiante de Kamiizumi, Yagyū Munetoshi, demostró Shinkage-ryū junto a sus alumnos.